# Amable Ricard
Pour les articles homonymes, voir Ricard (homonymie).
Pierre Henri Amable Ricard est un homme politique et avocat français, né à Charenton-du-Cher (Cher) le 12 juin 1828 et mort à Paris le 11 mai 1876 à l'âge de 47 ans.

## Biographie
Pierre Amable Henri Ricard est le fils d'Antoine Hyppolite Ricard et d'Elisabeth Boin, petit-fils d'Antoine François Ricard, maire de Charenton-du-Cher.
Contrôleur des contributions, son père nommé directeur quitte Charenton et se fixe à Niort en 1844. Pierre Amable fera des études à Poitiers. Docteur en droit, il devient avocat et se fait inscrire au barreau de Niort (1851). À 23 ans, c'est une personnalité politique en vue. Libéral, ses idées le firent inscrire sur la liste des proscrits établis sous Napoléon III. Il protesta contre le coup d'État du 2 décembre 1851 et son nom fut inscrit sur les listes de proscription des commissions mixtes. Ayant de hauts appuis (son grand-oncle Antoine Boin était député ainsi que son beau-père Philippe Clerc-la-Salle), il ne fut pas exilé et mena une politique d'opposition en devenant le chef de l'opposition républicaine dans le département des Deux-Sèvres.
Pierre Amable Henri Ricard avait épousé en 1856 Marie Amélie Palmyre Clerc-la-Salle (1831-1876) et continuait la politique d'opposition gouvernementale de son beau-père, Philippe Clerc-la-Salle.
Pendant toute la durée du Second Empire, Pierre Amable Picard resta simple avocat et conquit par son talent une grande situation dans le barreau. Ce fut surtout comme avocat d'assises qu'il obtint ses plus beaux succès, et sa parole chaude et vibrante a souvent émotionné son auditoire. 
Adversaire politique du Gouvernement impérial, il devint bientôt le chef de l'opposition libérale du département des Deux-Sèvres, et de 1867 à 1869, il plaida certains procès politiques qui contribuèrent à attirer sur lui l'attention. Par exemple, il plaida en 1869, après les élections législatives, en faveur de M. le marquis de La Rochejaquelein, accusant ainsi l'alliance des légitimistes et des républicains contre le Gouvernement Impérial.
Ce ne fut qu'en 1870 que Pierre Amable Ricard parut sur la scène politique. Aussitôt après la Révolution du 4 septembre 1870 et la proclamation de la République, il fut nommé par le nouveau gouvernement préfet des Deux-Sèvres. Voulant se présenter aux élections législatives à venir, il démissionna le 18 septembre et devint commissaire extraordinaire du gouvernement de la Défense nationale dans l'Ouest. Ces nouvelles fonctions lui donnaient les pouvoirs les plus étendus sur cinq départements. Ce fut à ce titre qu'il a présidé, avec Détroyat, à la formation du camp de Dompierre, près de La Rochelle et ce fut à ce même titre et en vertu d'un ordre du Gouvernement qu'il fit fermer, par mesure politique, les portes du tribunal de La Rochelle et suspendit pendant onze semaines le cours de la justice.
Élu député des Deux-Sèvres (1871)avec 30 000 voix, il arriva à l'Assemblée nationale avec une réputation d'orateur, réputation qu'il sut ménager en jouant un rôle beaucoup plus important dans les couloirs qu'en séance publique. En 1874, il devint vice-président de l'Assemblée nationale (1874-1875) et soutint la politique de Thiers. Il échoua aux élections législatives du 20 février 1876. Le maréchal de Mac-Mahon, président de la République, lui offre le portefeuille de l'Intérieur le 9 mars 1876, poste qu'il occupa pendant quelques semaines. À peine était-il ministre qu'un poste de sénateur inamovible devint vacant, il posa sa candidature et fut élu. Pierre Amable Ricard est alors à l'apogée de sa situation mais il ne devait jouir longtemps de son triomphe : il mourut  le 11 mai 1876, après trois mois seulement de Ministère et ayant à peine siégé au Sénat.

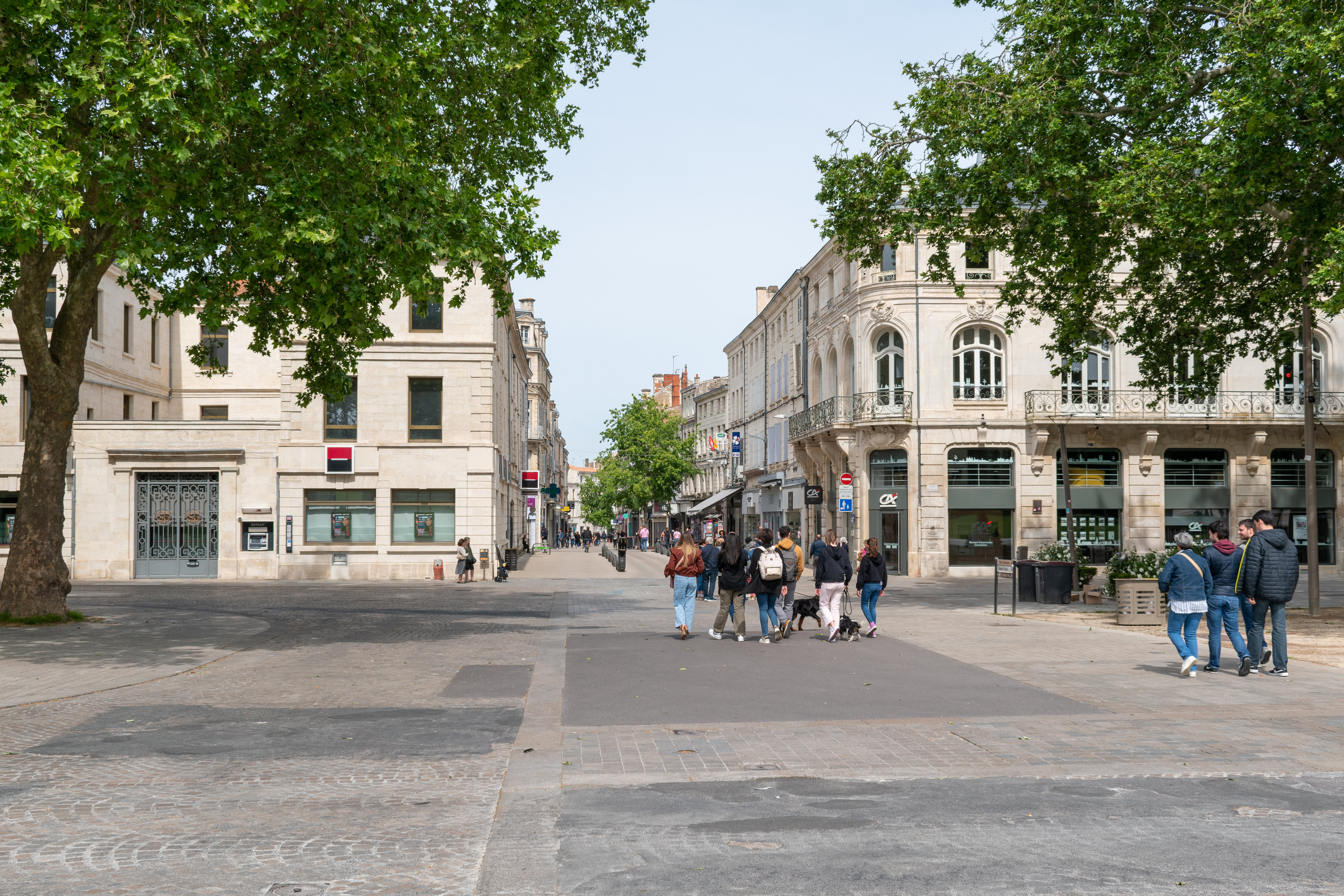
Rue Ricard, Niort

Le Journal officiel du 15 mai annonce cette nouvelle dans les termes suivants : « Nous avons la douleur d'annoncer la mort de M Ricard, ministre de l'intérieur, sénateur. Il a succombé hier, 11 mai à minuit, à une angine de poitrine. Cet événement fatal prive la France d'un excellent citoyen et le Président de la République d'un ministre loyal et dévoué. Les regrets qu'inspirent à tous ceux qui l'ont connu le caractère si digne, si élevé, les qualités éminentes et la vie si bien remplie de M. Ricard seront partagés par le pays tout entier. »
Les obsèques eurent lieu à Paris, le lundi 16 mai aux frais de l'État. Tous les grands corps de l'État y assistèrent, le commencement et la fin de la cérémonie furent annoncés par une salve de quinze coups de canon. La cérémonie religieuse eut lieu à l'église Saint-Augustin et le corps fut ensuite inhumé au cimetière ancien de Niort.
Quelque temps après, vu les services rendus à l'État par M. Ricard, mort sans fortune, le Parlement accorda une pension de 6000 francs à sa veuve.